# Copa Brimstone
La Copa Brimstone és un trofeu de futbol concedit al guanyador anual de l'enfrontament (competició de rivalitat) entre els equips Chicago Fire i FC Dallas de la Major League Soccer.